# Институт экономической политики имени Е. Т. Гайдара
Институт экономической политики им. Е. Т. Гайдара (Институт Гайдара, ИЭП) — один из ведущих российских научно-исследовательских и учебно-методических центров в области экономических наук. Институт проводит как теоретические, так и прикладные исследования в области экономики и финансов.
Институт выполняет научно-исследовательские работы в области макроэкономики, налоговой политики, управления государственными расходами, экономики государственного сектора, денежно-кредитной и курсовой политики, политики в области управления собственностью, корпоративных финансов, институциональных реформ, межбюджетных отношений и муниципальных финансов, внешней торговли. Результатами научно-исследовательской деятельности института пользуются органы государственной власти и управления России и зарубежных стран, организации частного сектора.
С момента основания выпускается регулярный обзор «Российская экономика: тенденции и перспективы». В Институте функционирует аспирантура по специальности «Экономическая теория».

## История
Институт был основан в ноябре 1990 года как Научно-исследовательский институт хозяйственного механизма при Академии народного хозяйства и АН СССР по инициативе ректора Академии народного хозяйства при Совете Министров СССР А. Г. Аганбегяна, но в декабре того же года переименован в Институт экономической политики.
В 1992 году был образован самостоятельный Институт экономических проблем переходного периода (ИЭППП), который стал правопреемником Института экономической политики, а 1999 году был переименован в Институт экономики переходного периода (ИЭПП).
В 2006 году директор института Е. Т. Гайдар сообщил, что руководство института рассматривало вопрос о возвращения названия Институт экономической политики, но отказалось от переименования:
«Мы даже обсуждали в институте вопрос возвращения ему исторического, 15-летней давности, названия — Институт экономической политики. Однако чем больше мы занимались и занимаемся проблемами стратегическими, тем очевиднее становится: мир вернулся в состояние глобального переходного периода, по определению нобелевского лауреата Саймона Кузнеца, — период „современного экономического роста“. Это мир радикальных изменений в уровне жизни, организации производства, структуре занятости, демографическом поведении, устройстве систем социальной защиты. Поэтому мы решили не переименовывать институт».
В 2010 году, после смерти Гайдара, по инициативе коллектива ИЭПП и в соответствии с Указом Президента Российской Федерации от 14 мая 2010 г. № 601 Институт получил новое название — Институт экономической политики имени Е. Т. Гайдара (Институт Гайдара).

## Структура
Высшим органом управления ИЭП является Учёный совет. В его состав входят ведущие научные сотрудники Института и представители научной общественности. Учёный совет ИЭП из числа своих членов избирает коллегиальный постоянно действующий орган управления — Совет директоров ИЭП сроком на 5 лет и председателя учёного Совета сроком на 2 года. Учёный совет ИЭП утверждает состав Попечительского совета ИЭП — органа надзора и контроля за деятельностью Института.
К компетенции Совета директоров относится руководство финансово-хозяйственной деятельностью Института и осуществление кадровой политики. Совет директоров своим решением назначает исполнительного директора ИЭП сроком на 5 лет, подотчётного учёному совету и совету директоров.
В 2013—2022 годах действовал Международный консультативный совет, в состав которого входили: Лоуренс Котликофф, Джек Голдстоун, Уильям Грин, Сеппо Ремес.
Исследовательские лаборатории в составе Института Гайдара объединены в 3 научных направления: макроэкономика и финансы, развитие реального сектора, политическая экономия и институциональное развитие. В Институте на постоянной основе работает 99 научных сотрудников, из них 25 кандидатов наук, 11 докторов наук, 1 действительный член РАН.

## Научная деятельность института
Научные исследования ведутся по следующим направлениям:
- денежно-кредитная и курсовая политика;
- структурные изменения в реальном секторе экономики;
- исследование факторов экономического роста;
- прогнозы и моделирование экономической динамики;
- финансовые рынки и банковская система;
- бюджетная реформа;
- внешнеэкономические отношения и внешняя торговля;
- формирование государственной бюджетной политики;
- инновационная политика и модернизация экономики;
- развитие транспортной и производственной инфраструктуры;
- проблемы развития добывающих секторов экономики;
- концепция муниципальной реформы и мониторинг за ее реализацией;
- реформирование аграрного сектора;
- институциональные реформы;
- нормативно-правовое регулирование налогового администрирования;
- налоговая реформа;
- реформа государственных и муниципальных учреждений;
- совершенствование системы государственных и муниципальных закупок;
- развитие сектора некоммерческих организаций;
- экономическая история.

## Издательская деятельность
Основные результаты научных исследований сотрудников Института публикуются в сборниках «Научные труды». К настоящему времени в этой серии издано более 180 научных работ.
Периодическими изданиями института являются:
- С 1991 г. — ежегодный обзор «Российская экономика. Тенденции и перспективы» (на русском и английском языках).
- В 1992—2016 гг. — ежемесячный бюллетень «Российская промышленность», основанный на результатах опросов руководителей промышленных предприятий.
- В 1993—2013 гг. — ежемесячный обзор «Экономико-политическая ситуация в России» (на русском и английском языках).
- С 2004 г. — ежемесячный бюллетень «Модельные расчёты краткосрочных прогнозов социально-экономических показателей Российской Федерации»;
- В 2008—2018 гг. рассчитывался и публиковался Индекс промышленного оптимизма Института Гайдара.
- С 2006 г. Институт Гайдара совместно с РАНХиГС, а в 2006—2018 гг. при поддержке Всемирного банка издаёт журнал «Экономическая политика».
- В 2011—2023 гг. — периодические журналы «Экономическое развитие России» и «Логос».
- В 2012—2021 гг. — было издано 15-томное Собрание сочинений Е.Т. Гайдара.
- С 2015 г. — ежемесячный обзор «Оперативный мониторинг экономической ситуации в России. Тенденции и вызовы социально-экономического развития», с сентября 2016 г. издание стало называться «Мониторинг экономической ситуации в России».
- С 2024 г. — ежемесячный мониторинг международных трендов правового регулирования в сфере цифровой экономики «Мониторинг международных трендов правового регулирования для развития законодательства в сфере цифровой экономики в России».

В 2010 году было основано Издательство Института Гайдара, задачей которого является публикация отечественных и зарубежных исследований в области экономических, социальных и гуманитарных наук, трудов классиков и современников.
В Издательстве Института Гайдара ежегодно выпускается около 20 книг, включая переводную серию новейших публикаций известных мировых издательств в области экономики и общественных наук (MIT Press, Harvard University Press, Columbia University Press, Oxford University Press, John Wiley & Sons, Inc., Les Editions Saint-Simon, Taylor and Francis Group, Verso Books и т. д.). Среди опубликованных авторов — Нобелевские лауреаты: Абхиджит Банерджи и Эстер Дюфло (2019), Жан Тироль (2014), Ангус Дитон (2015), Амартия Сен (1998), Роберт Лукас (1995), Рональд Коуз (1991), Дуглас Норт, Джон Уоллис и Барри Вайнгаст (1993), Томас К. Шеллинг (2005), Майкл Спенс (2001), Эдмунд Фелпс (2006), Джордж Стиглер (1982), Роберт Шиллер (2013) и др.
Издательство института стало лауреатом конкурса Ассоциации книгоиздателей России (АСКИ) «Лучшие книги 2012 года» в номинации «Лучшее издание деловой литературы» за книгу С. Ландсбурга «Экономист на диване: Экономическая наука и повседневная жизнь» и награждено дипломами Правления АСКИ и Санкт-Петербургской Торгово-промышленной палаты.

## Образовательная деятельность
Институт экономической политики имени Е. Т. Гайдара активно участвует в интеграции научной и образовательной сфер, подготовке научно-педагогических кадров высшей квалификации.
Аспирантура Института была создана в 1998 г. В Институте проходят стажировку студенты, аспиранты, молодые учёные из российских ВУЗов и исследовательских центров. Институт Гайдара реализует программу поддержки талантливых выпускников ВУЗов, молодых учёных, выбравших своей профессией экономическую науку и желающих продолжать обучение после ВУЗа в аспирантуре.